# 남궁준
남궁준(南宮焌, 1920년~2013년 5월 14일)은 대한민국의 생물학자로, 주로 거미·갈루아벌레와 같은 소형 절지동물에 대해 연구하였다.

## 생애
남궁준은 1920년 강원도 홍천군에서 태어나 30대 무렵 충청북도 음성군의 무극중학교에서 교사로 일하던 때부터 거미에 관심을 갖기 시작하여 학교와 국립과학관에서 거미 연구에 매진했다. 거미를 연구하면서 자연스레 동굴성 먼지벌레 등 동굴에 사는 벌레에 대한 연구를 병행해 이 연구에서도 일가를 이뤘다. 고생대 생물로 동굴을 비롯한 습지에 주로 서식하는 갑각류인 갈로와를 비롯한 고대 벌레를 세계에서 처음으로 발견하는 업적을 남겼다. 2002년 수집한 거미 표본 6만 5천점과 동굴 벌레 표본 3만 5천범, 거미관련도서를 국립중앙과학관에 기증했다. "한국의 거미"를 비롯한 거미 도감집을 남겼고, 한국 곤충학회 이사, 한국거미연구소 고문 등을 역임했다.
2013년 5월 14일 노환으로 인한 지병으로 향년 94세를 일기로 세상을 떠났다.

## 저서
- <한국의 거미>
- <거미>
- <거미 얘기는 해도해도 끝이 없어>